# Malmö stadsbibliotek

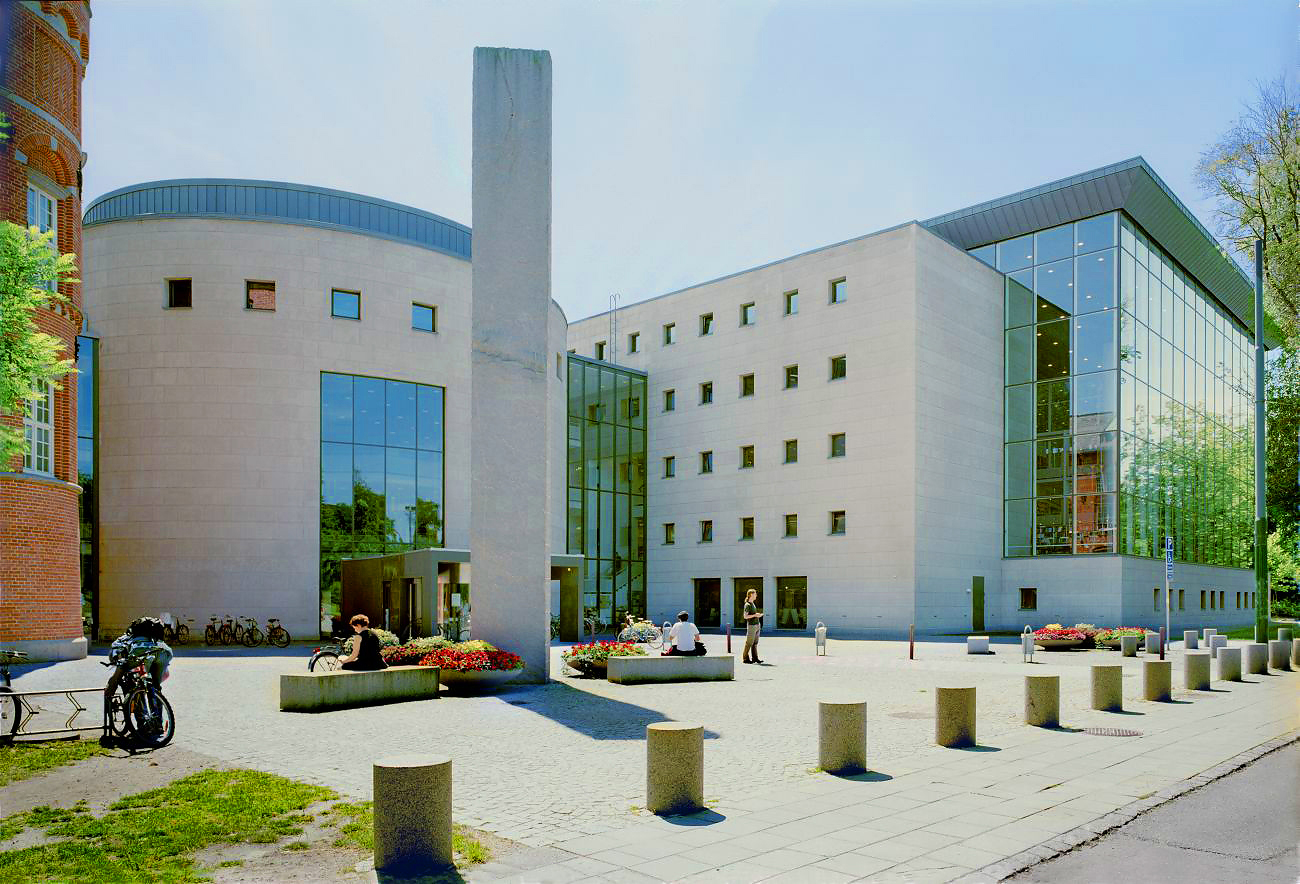
Malmö stadsbibliotek, juli 2002

Malmö stadsbibliotek är ett bibliotek i Malmö. Det ligger i Slottsparkens sydöstra hörn, i korsningen Kung Oscars väg, Fersens väg, Regementsgatan.

## Historia och utformning
Biblioteket invigdes 12 december 1905 på hotell Tunneln, och flyttades till nuvarande läge 1946.
Det består av tre byggnader, Slottet, Ljusets kalender och Cylindern. Slottet är den äldsta delen och byggdes för Malmö museum efter ritningar av arkitekterna John Smedberg och Fredrik Sundbärg i renässansstil. Ljusets kalender ritades av Henning Larsen och invigdes 31 maj 1997. Under denna tid renoverades även Slottet och återinvigdes 1999. Cylindern förbinder byggnaderna, och innehåller entrén, receptionen och kaféet.
År 2006 blev biblioteket Sveriges första att låna ut TV-spel.

## Stadsbibliotekarier
- 1904–1922 – Hans Emil Larsson
- 1923–1948 – Folke Nosslin
- 1948–1961 – Ingeborg Heintze
- 1962–1989 – Bengt Holmström
- 1989–1997 – Sven Nilsson
- 1997–2007 – Gunilla Konradsson-Mortin
- 2008–2012 – Elsebeth Tank
- 2013– Torbjörn Nilsson

## Service
För långvarigt sjuka, rörelsehindrade eller liknande finns en ”Boken kommer”-verksamhet, där böcker och annat biblioteksmaterial sänds hem till låntagaren. Biblioteket har också en bokbuss, som kör enligt en särskild turlista. På Stadsbiblioteket kan du bland annat hitta Lärcentrum, som är ett samarbete mellan Stadsbiblioteket och Gymnasie- och vuxenutbildningsförvaltningen. Där kan besökare få stöd i sitt arbete med olika datorprogram för bild- och ordbehandling, layout och scanning. Det finns också program för dem som behöver läs-, skriv- och språkhjälp. Andra avdelningar är Kanini som är för barn från 0–8 år, Balagan är för de lite äldre från 9–13 år och Krut är en plats för de från 14–30 år som vill hålla på med kreativa projekt. I Slottet hittar du all facklitteratur och i Ljusets kalender finns skönlitteraturen. 
Stadsbiblioteket startade våren 2008 ett projekt på Fosieanstalten i Malmö kallat "Godnattsagor inifrån". Projektet, som bland annat fått stöd från Brottsförebyggande rådet, handlar om att ge föräldrar som sitter i fängelse möjlighet att tala in godnattsagor på cd till sina barn. Syftet är att stärka relationen mellan barn och förälder och minska de negativa effekter som kan uppstå i och med fängelsetiden. Projektet är numera nedlagt.

## Bilder

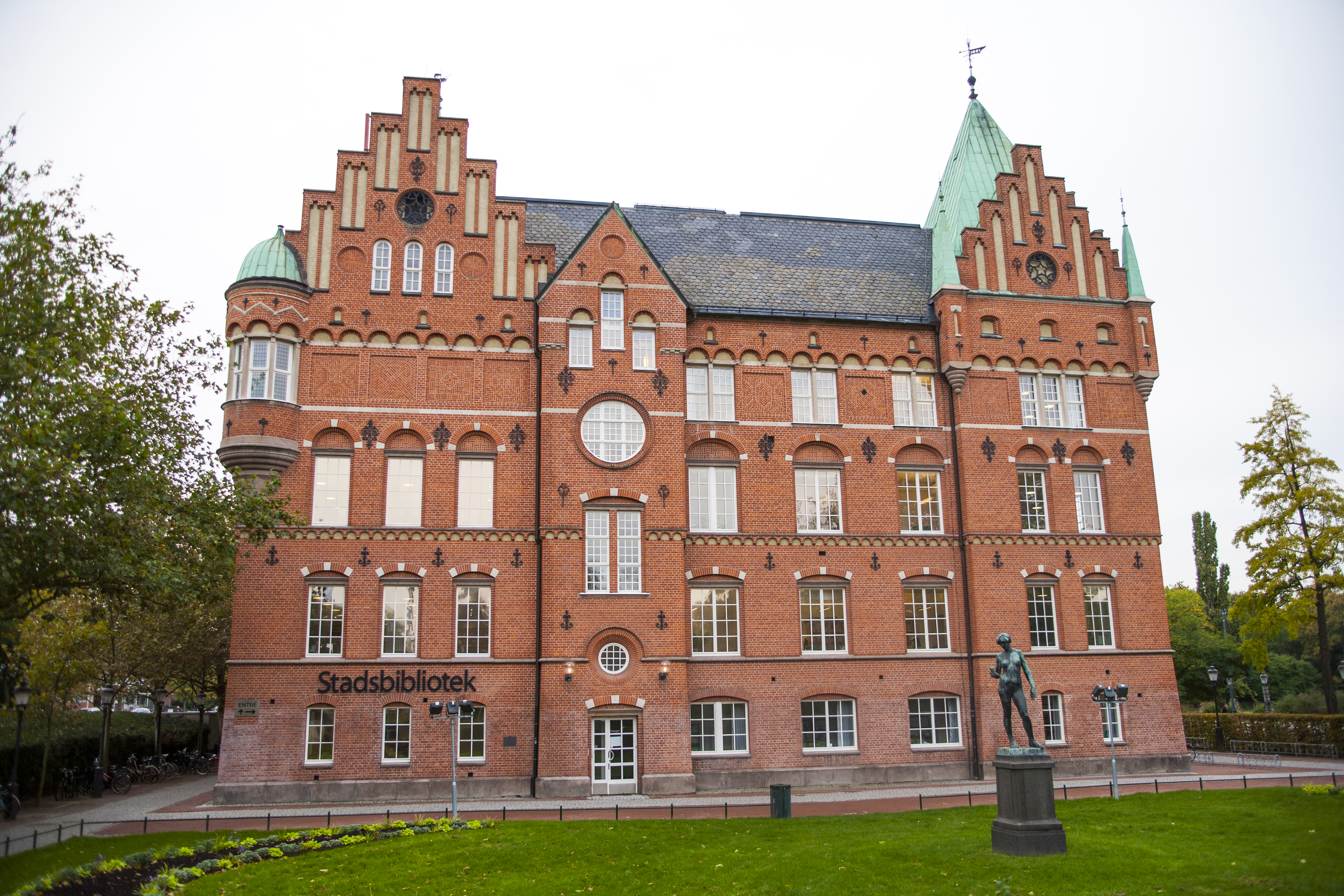
Slottet. I förgrunden syns statyn Konstkritik av Otto Strandman.
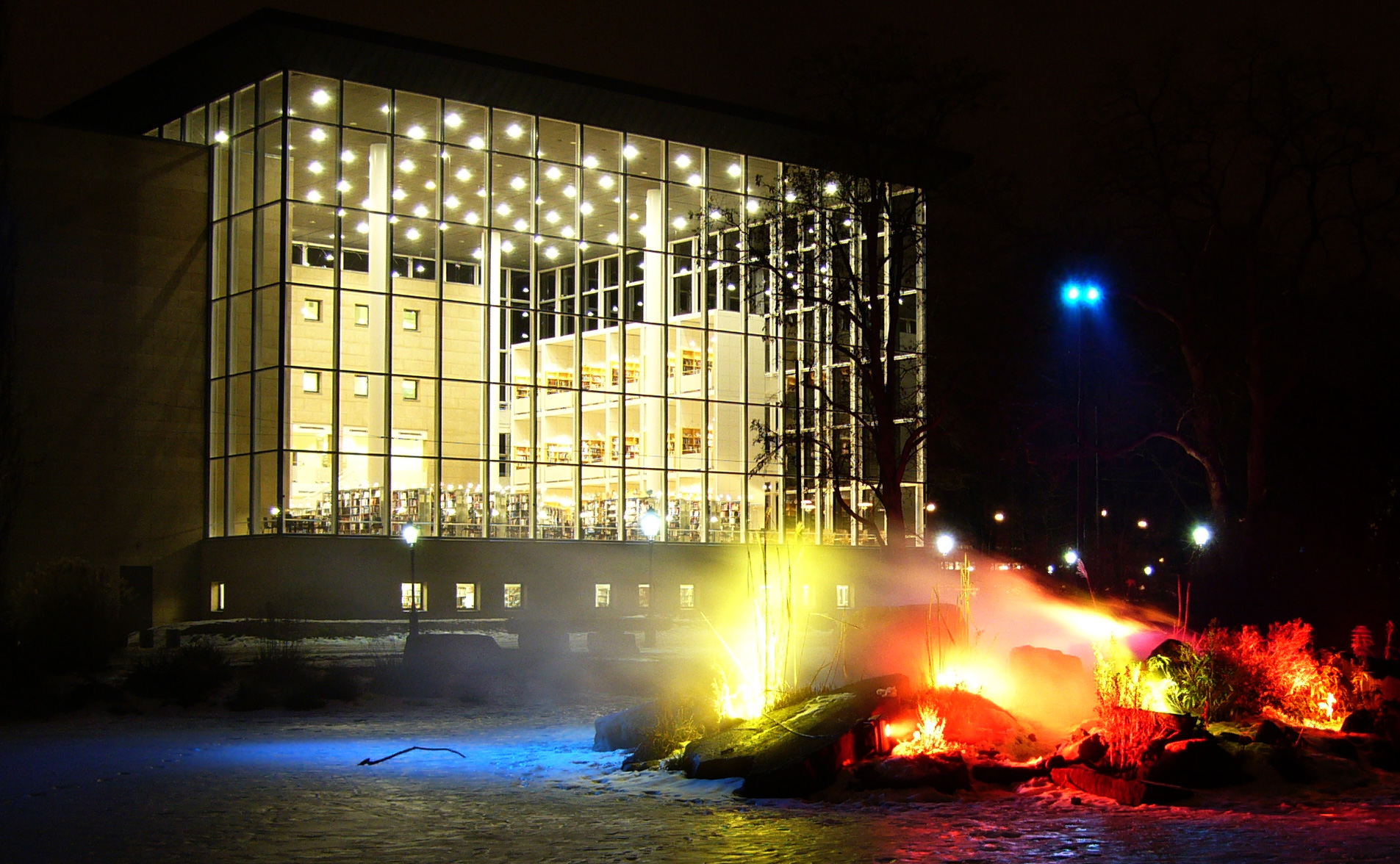
Ljusets kalender med den ljussatta dammen i förgrunden.
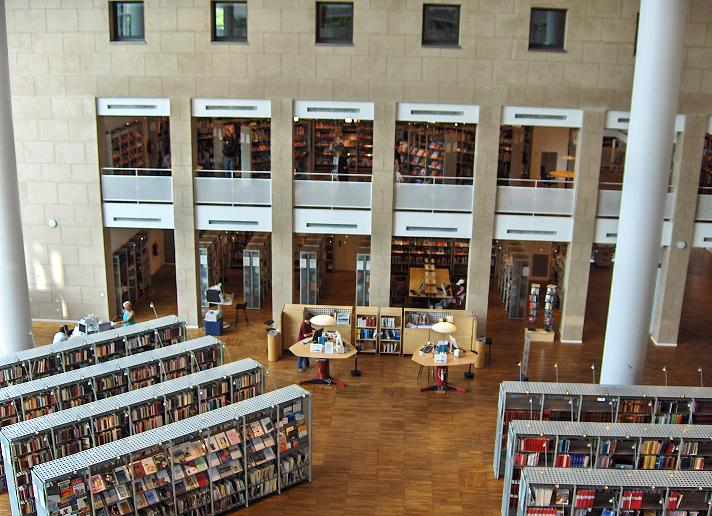
Interiörbild.
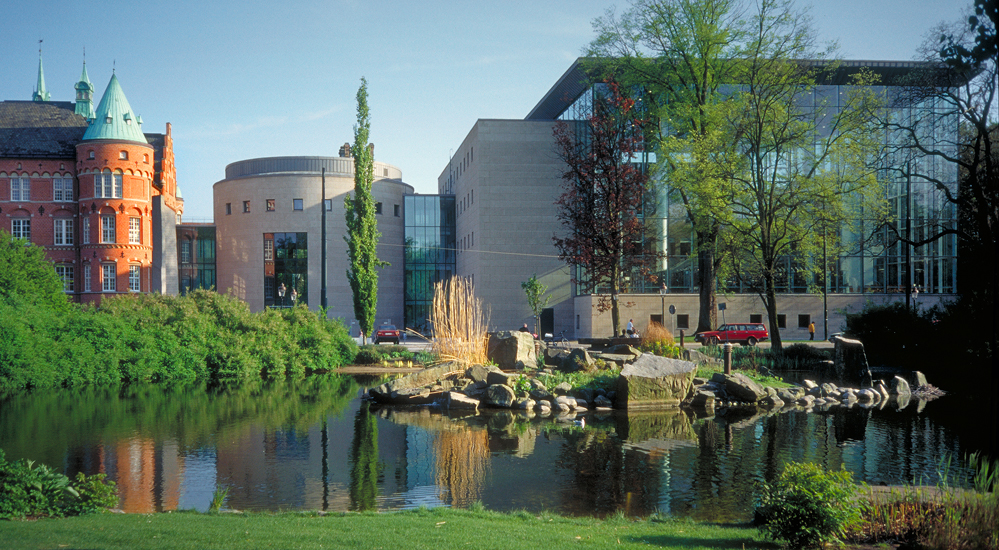
Exteriör sedd från Slottsparken.
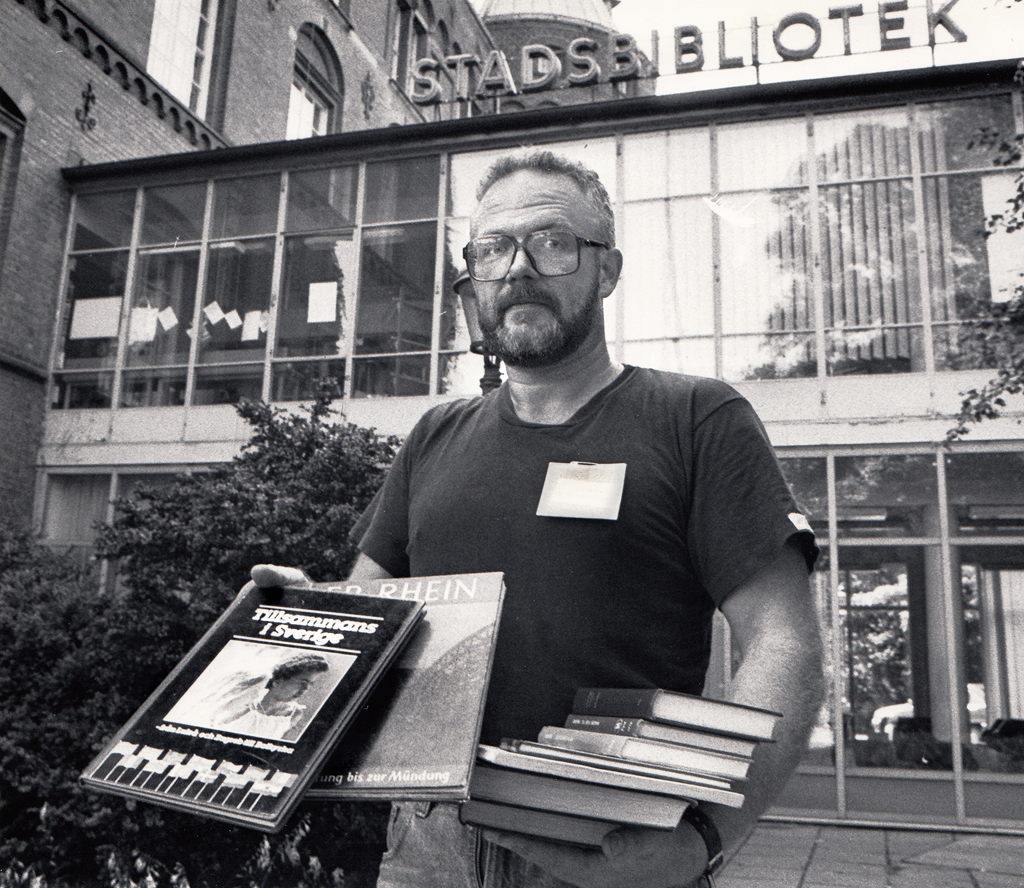
En bibliotekarie framför gamla entrén till Slottsgatan 1988.
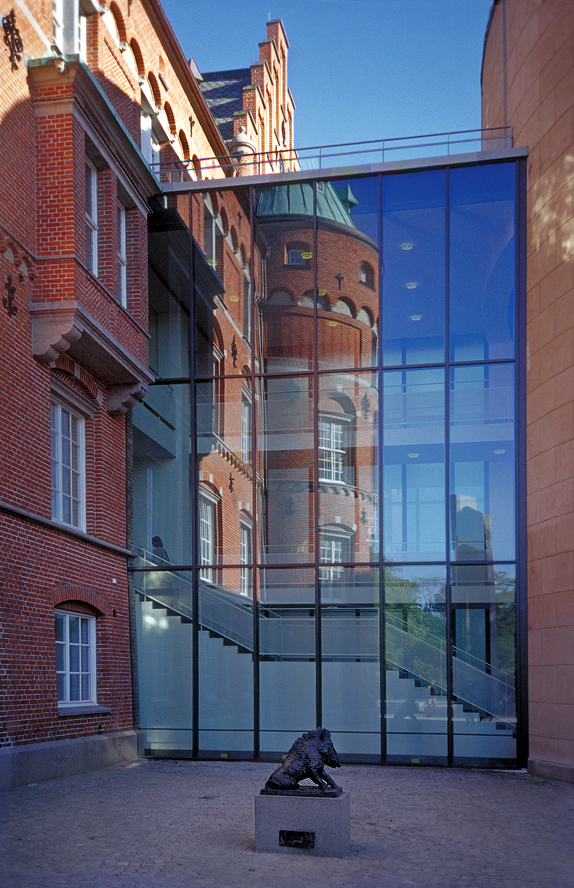
Passagen mellan Slottet och Cylindern. I förgrunden syns statyn "Vildsvinet" av Carl Frisendahl.
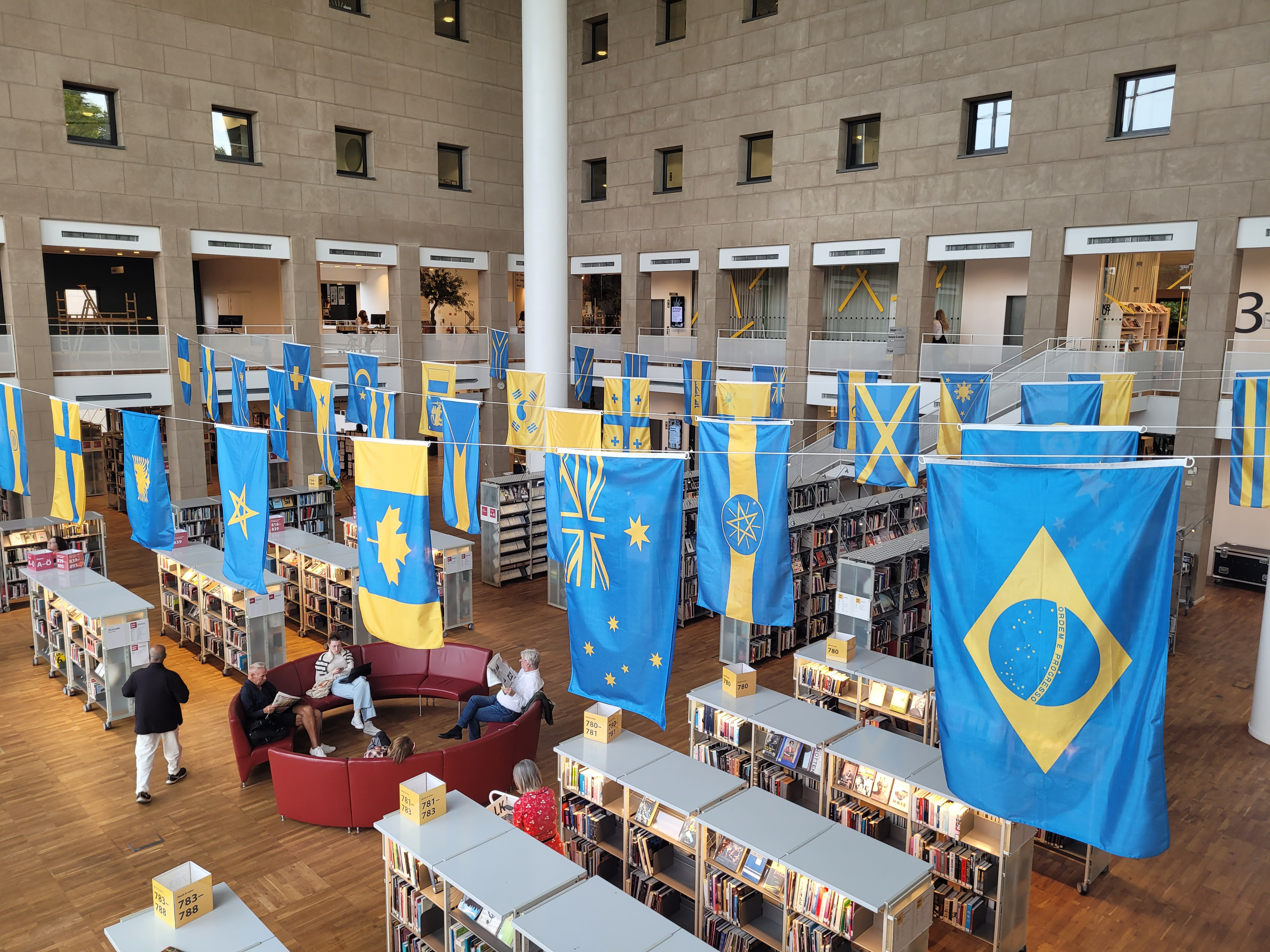
Utställningen Nya svenska flaggor, blandade flaggor från olika länder i bara blått och gult, visades under september 2023.